# Christopher Holland-Martin
Christopher John Holland-Martin (16 novembre 1910 - 5 avril 1960) est un banquier britannique et homme politique du Parti conservateur.

## Début de carrière
Fils du président de la Martins Bank, Holland-Martin fait ses études au Collège d'Eton et au Balliol College, à Oxford. Il suit la profession de son père mais en 1939, il entre dans les Royal Fusiliers (Armée territoriale), puis est nommé secrétaire militaire du Gouverneur général de Nouvelle-Zélande, Cyril Newall de 1942 à 1944. Il occupe brièvement le même poste auprès du gouverneur du Kenya en 1945.
Après la guerre, Holland-Martin est nommé directeur de la Martins Bank. Il s'implique dans la politique et est nommé trésorier honoraire conjoint du Parti conservateur à partir de 1947; deux ans plus tard, il épouse Anne Cavendish, fille de Victor Cavendish.

## Carrière politique
Aux élections générales de 1951, Holland-Martin est élu député conservateur de Ludlow. Il participe aux débats sur les questions financières, même s'il est généralement discret. Il reste impliqué dans les affaires tout au long de son mandat au Parlement.
En 1955, il est pris dans une crise constitutionnelle mineure, à propos de sa direction locale de la Banque de Nouvelle-Zélande . Les actions de la Banque étant dévolues à la Couronne, le poste de directeur est techniquement un «poste de profit sous la Couronne» et, en tant que tel, empêchent de siéger à la Chambre des communes. Holland-Martin démissionne immédiatement de ses fonctions pendant que la loi est modifiée.

## Mort
Plus tard dans les années 1950, Holland-Martin s'implique dans de nombreuses sociétés minières et d'exploration liées à l'Afrique. Lors d'une visite en Rhodésie du Sud en janvier 1960, il est victime d'une crise cardiaque et est confiné au lit à la Government House. Il est rapatrié en Grande-Bretagne mais est décédé à son domicile à Colwall, Herefordshire en avril, à l'âge de 49 ans.